# アルダイール・アドゥライ・ジャロ・バルデ
アルダイール（Aldair）ことアルダイール・アドゥライ・ジャロ・バルデ（Aldair Adulai Djaló Baldé、1992年1月31日 - ）は、ギニアビサウ・ビサウ出身のプロサッカー選手。NKターボル・セジャーナ所属。ポジションは、フォワード。

## 代表歴
2017年1月14日のアフリカネイションズカップ2017のガボン代表戦でギニアビサウ代表初出場。

### 代表での得点
| # | 日時          | 場所                                   | 相手             | スコア | 結果 | 大会     |
| - | ------------- | -------------------------------------- | ---------------- | ------ | ---- | -------- |
| 1 | 2017年3月25日 | ダーバン、モーゼス・マヒダ・スタジアム | 南アフリカ共和国 | 1-2    | 1–3  | 親善試合 |